# Ritzenschieber

Tramschienenputzerin in München, um 1900

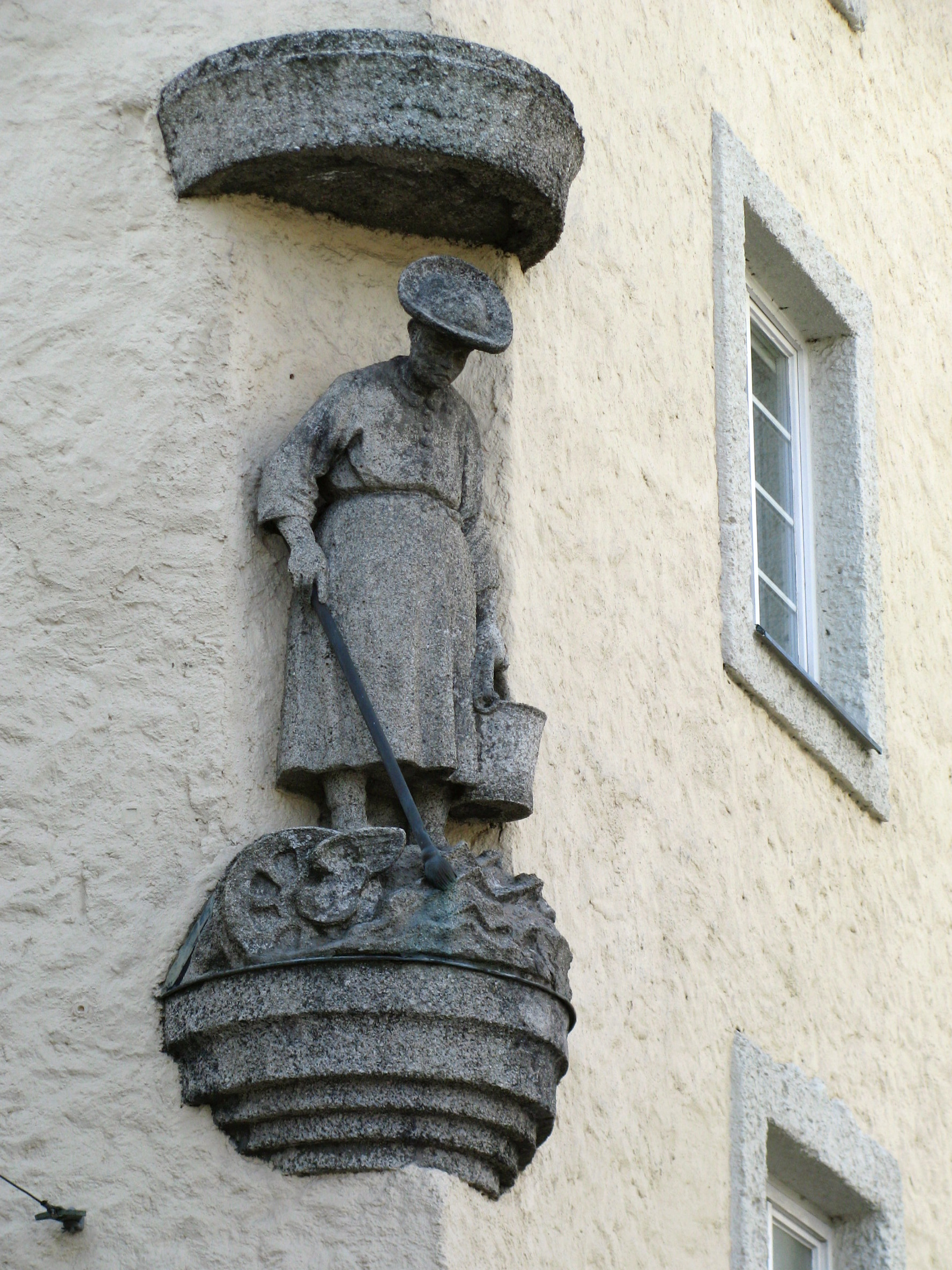
Figur einer „Trambahn-Schienenritzenreinigerin“ in München

Ein Ritzenschieber, im Wienerischen auch Tramwayschienenritzenkratzer beziehungsweise geläufiger Gleisböhm genannt, war früher ein ungelernter Arbeiter, der die Rillenschienen von Straßenbahnen sauber hielt, indem er mithilfe einer stockähnlichen Spezialschaufel oder eines kurzen und steif gebundenen Rutenbesens, der am anderen Stielende ein etwas zugespitztes Flacheisen trug, den Schmutz entfernte, der sich darin angesammelt hatte. Dies galt besonders an Weichen, da diese meist als Rillenschienen gebaut waren und der Schmutz dort durch andere Fahrzeuge zusätzlich in die Rillen gedrückt wurde. Nach der Reinigung wurde die Weiche, aber auch Kurvenstücke, mit in Wasser aufgeschwemmtem Graphitpulver ausgegossen, um einerseits ein leichtes Funktionieren zu gewähren und andererseits ein quietschendes Geräusch beim Befahren zu verhindern.
Der Beruf starb in den 1950er Jahren aus. Heute werden stattdessen Schienenreinigungsfahrzeuge eingesetzt.
Die Bezeichnung Gleisböhm rührte daher, dass die meisten Wiener Vertreter dieses Berufes aus Böhmen und Mähren stammten. Mit dem seinerzeit bekannten Schlager von Turl Wiener Tramwayschienenritzenkratzer wurde der Ritzenschieber auch besungen.
Bei der Straßenbahn München arbeiteten Frauen unter der Berufsbezeichnung Trambahnschienenritzenreinigerin. Wegen der aus heutiger Sicht ungeeigneten Arbeitskleidung, die aus einem grünen Hut und grau-grünem Mantel mit Arbeitsschürze darüber bestand, kam es immer wieder zu Unfällen, bei denen die Frauen angefahren und verletzt wurden. Der Beruf verschwand um 1935, während zu Beginn des 20. Jahrhunderts 24 Frauen in der Stadt als Trambahnschienenritzenreinigerin arbeiteten.
Im MVG Museum der Münchner Verkehrsgesellschaft wird an diesen Beruf erinnert. Außerdem setzte Ida Schumacher mit ihrem bekannten Stück Trambahnschienenritzenreinigungsdame (Ode an den Rollwagerladmiral) diesem Beruf ein komödiantisches Denkmal.